# Sint-Martinuskerk (Wezemaal)
De Sint-Martinuskerk is een kerk in het Belgische dorp Wezemaal. De parochiekerk is toegewijd aan Martinus van Tours. De kerk vormt een harmonieus geheel, ondanks de verschillen in de gebruikte bouwmaterialen en bouwactiviteiten door de eeuwen heen.
Het koor en de sacristie aan de noordkant zijn 13de-eeuws; de zuidertranseptarm dateert uit de 14de eeuw. In de 15de eeuw bouwde men de noordertranseptarm, het schip, de beuken en de westertoren. De onderbouw van deze toren en de kerk is opgetrokken met ijzerzandsteen. Voor de bovenbouw van de toren gebruikte men witte kalksteen.
De bouw van de zuidersacristie volgde in de 18de eeuw. Het interieur is, waar de bogen overvloeien in kapiteelloze zuilen, een voorbeeld van Brabantse gotiek. Na een brand in 1751 werden de viering en het koor overdekt met een classicistisch tongewelf. De torenspits werd na een brand in 1860 vervangen door een stompe bedaking.
Het interieur is versierd met schilderijen uit de 16de, 17de en 18de eeuw. Het hoofdaltaar is 18de-eeuws en afkomstig uit het Adrianus-VI-college van Leuven.

## Bibliografie

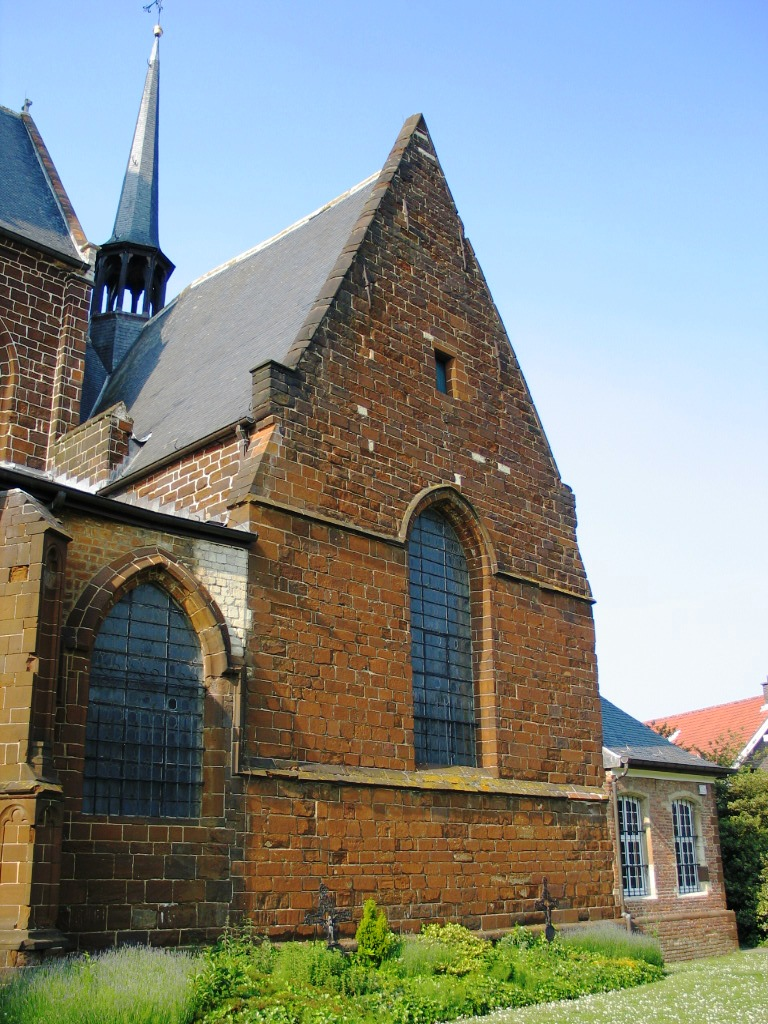
Een deel van de kerk dat gebouwd werd met ijzerzandsteen